# Symphurus kyaropterygium
Symphurus kyaropterygium is een straalvinnige vissensoort uit de familie van hondstongen (Cynoglossidae). De wetenschappelijke naam van de soort is voor het eerst geldig gepubliceerd in 1976 door Menezes & Benvegnú.